# Naomi van Krevel
Naomi van Krevel (15 mei 2000) is een Nederlands judoka die uitkomt in de klasse tot 52 kilogram. Van Krevel is viervoudig Nederlands kampioen (2018, 2019, 2023 en 2024), en won tijdens de Europese kampioenschappen van 2025 een bronzen medaille.

## Resultaten
Grand Prix Portugal 2023 –52 kg
 Grand Slam Abu Dhabi 2023 –52 kg
 Grand Prix Upper Austria Linz 2024 –52 kg
 Grand Slam Tbilisi 2025 –52 kg
 Europese kampioenschappen 2025 in Podgorica –52 kg